# سميع (جبلة)

تعديل مصدري - تعديل

سميع محلة تابعة لقرية عبار، التابعة لعزلة وراف بمديرية جبلة إحدى مديريات محافظة إب في الجمهورية اليمنية، بلغ تعداد سكانها 97 حسب تعداد اليمن لعام 2004.